# Enzersdorf an der Fischa
Enzersdorf an der Fischa – gmina targowa w Austrii, w kraju związkowym Dolna Austria, w powiecie Bruck na der Leitha. Według Austriackiego Urzędu Statystycznego liczyła 3 043 mieszkańców (1 stycznia 2014).

## Współpraca
Miejscowość partnerska:
- Litschau, Dolna Austria